# Telluride
Telluride är en stad i San Miguel County, där staden är residensstad, i delstaten i Colorado i USA. Staden, som fram till 1887 kallades Columbia, hade 2 325 invånare 2010. Vid Telluride utvanns tidigare silver ur gruvorna, och i trakterna finns även vintersportorten Telluride Ski Resort.
Den första helgen i september är staden värd för Telluride Film Festival.
Butch Cassidys första större brott var rånet mot San Miguel Valley Bank i Telluride i juni 1889, då han och hans gäng kom över omkring 20 000 dollar.

### Fotnoter
1. ↑  ”San Miguel County, CO” (på engelska). National Association of Counties. Arkiverad från originalet den 18 februari 2014. https://archive.is/20140218124746/http://www.uscounties.org/cffiles_web/counties/county.cfm?id=8113&%23PAGETOP#PAGETOP#PAGETOP. Läst 18 februari 2014.
2. ↑  ”Community Facts” (på engelska). American Factfinder. 13 mars 2010. Arkiverad från originalet den 10 december 2014. https://web.archive.org/web/20141210041242/http://factfinder2.census.gov/faces/nav/jsf/pages/community_facts.xhtml. Läst 18 februari 2014.